# Станнид триплутония
Станнид триплутония — бинарное интерметаллическое неорганическое соединение
плутония и олова
с формулой Pu3Sn,
кристаллы.

## Получение
- Сплавление стехиометрических количеств чистых веществ:

{\displaystyle {\mathsf {3Pu+Sn\ {\xrightarrow {950^{o}C}}\ Pu_{3}Sn}}}

## Физические свойства
Станнид триплутония образует кристаллы
кубической сингонии,
пространственная группа P m3m,
параметры ячейки a = 0,4680 нм, Z = 1,
структура типа тримедьзолота AuCu3
.
Соединение образуется по перитектической реакции при температуре ≈950°С .